# SC Ne Drehu
El SC Ne Drehu es un equipo de fútbol fundado en la ciudad de Wé (Islas de la Lealtad). Actualmente participa en la Superliga de Nueva Caledonia, la liga más importante de Nueva Caledonia.

## Historia
El club fue fundado en el año de 2008 y ha jugado la Segunda División de Nueva Caledonia desde 2008-09 hasta 2012. Desde 2013 juega en la Superliga y hasta 2021 terminó subcampeón de liga obteniendo la clasificación histórica a la Liga de Campeones de la OFC por primera vez.

## Estadio
El estadio donde juega es en el Stade de Hnassé ubicado en Wé, Nueva Caledonia.

## Participación en competiciones de la OFC
| Temporada | Torneo                      | Ronda             | Club            | Casa | Visita | Global |
| --------- | --------------------------- | ----------------- | --------------- | ---- | ------ | ------ |
| 2022      | Liga de Campeones de la OFC | Ronda de play-off | Hienghène Sport | 2-2  | 1-2    | 3-4    |